# Serrenti
Serrenti is een gemeente in de Italiaanse provincie Zuid-Sardinië (regio Sardinië) en telt 5125 inwoners (31-12-2004). De oppervlakte bedraagt 42,8 km², de bevolkingsdichtheid is 120 inwoners per km².

## Demografie
Serrenti telt ongeveer 1799 huishoudens. Het aantal inwoners daalde in de periode 1991-2001 met 2,9% volgens cijfers uit de tienjaarlijkse volkstellingen van ISTAT.
| Jaar | Inwoneraantal |
| ---- | ------------- |
| 1991 | 5327          |
| 2001 | 5174          |

## Geografie
Serrenti grenst aan de volgende gemeenten: Furtei, Guasila (CA), Nuraminis (CA), Samassi, Samatzai (CA), Sanluri, Serramanna.